# نوا دبا
نوا دبا (به لاتین: Nowa Dęba) یک شهر و گمینا در لهستان است که در گمینا نووا دنبا واقع شده‌است. نوا دبا ۱۶٫۳۱ کیلومتر مربع مساحت و ۱۱٬۳۹۰ نفر جمعیت دارد.

## خواهرخوانده
شهر Ploemeur خواهرخواندهٔ نوا دبا هست.